# اونکاما، میشیگان
اونکاما (به انگلیسی: Onekama Township) یک منطقهٔ مسکونی در ایالات متحده آمریکا است که در شهرستان منیستی، میشیگان واقع شده‌است.
 اونکاما ۶۰٫۶ کیلومتر مربع مساحت و ۱٬۵۱۴ نفر جمعیت دارد و ۲۱۷ متر بالاتر از سطح دریا واقع شده‌است.